# الصحة العقلية للأمريكيين الآسيويين

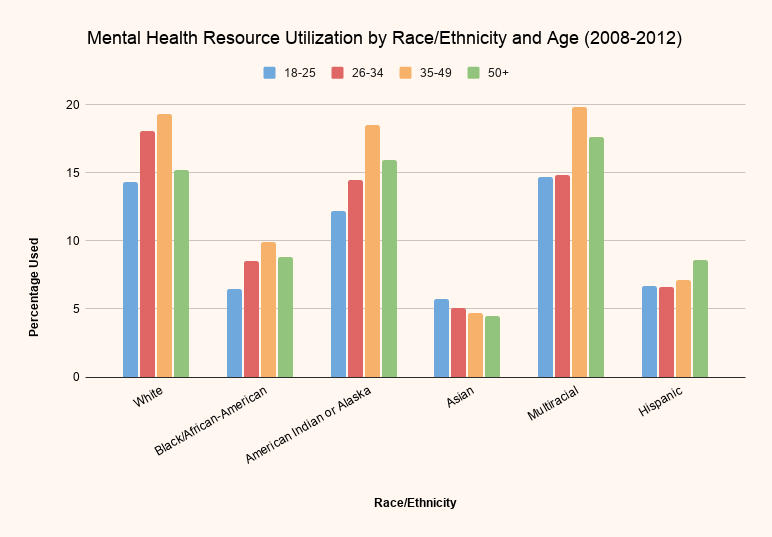
تعكس هذه الصورة عدم استغلال موارد الصحة العقلية بشكل كافٍ من قبل الأمريكيين الآسيويين في الفترة من عام 2008 إلى عام 2012

أُثير القلق بشأن الصحة النفسية للأميركيين الآسيويين مع ازدياد عدد السكان الآسيويين في الولايات المتحدة. ووفقًا لمكتب صحة الأقليات التابع لوزارة الصحة والخدمات الإنسانية الأميركية، فإن السبب الرئيسي للوفاة بين الأميركيين الآسيويين الذين تتراوح أعمارهم بين 15 و24 عامًا هو الانتحار. ويميل الأميركيون الآسيويون إلى عدم الاستفادة الكاملة من الموارد، لا سيما تلك التي لا تُعتبر ملائمة ثقافيًا. وتشير الدراسات إلى أن المرضى الآسيويين الأميركيين غالبًا ما يتجاهلون الأعراض العاطفية للاضطرابات النفسية ويبلّغون فقط عن الأعراض الجسدية للأطباء، مما يؤدي إلى تشخيص خاطئ.

## الاضطرابات النفسية

### القلق
أجرى ماثيو ر. لي، وسومي أوكازاكي، وهيونغ شول يو، دراسة استنادًا إلى تقارير ذاتية حدّدت أن طلاب الجامعات من الأميركيين الآسيويين يعانون من مستوى أعلى عمومًا من القلق مقارنة بنظرائهم من الأميركيين الأوروبيين. وقد أظهرت المصادر التي جمعت البيانات بطرق غير قائمة على التقارير الذاتية أن العديد من الطلاب الأميركيين الآسيويين أشاروا إلى أنهم يشعرون بقلق متزايد خاصة في السياقات الاجتماعية، غير أن هذا القلق المتزايد لم يكن ملحوظًا لدى من حولهم. ويمكن تفسير هذا القلق الاجتماعي المرتفع بواقع أن الأميركيين الآسيويين غالبًا ما يجدون أنفسهم في أماكن يكونون فيها أقلية، في حين أن الأميركيين الأوروبيين يميلون إلى أن يجدوا قواسم ثقافية مشتركة مع من حولهم. علاوة على ذلك، ربما شعروا بضغط أكبر لإخفاء قلقهم للسبب نفسه، إذ إن كونهم ضمن أقلية قد وضع ضغطًا كبيرًا على تفاعلاتهم الاجتماعية.

### الاكتئاب
قد يؤدي الهجرة إلى بلد جديد والضغط من أجل الاندماج إلى معدلات أعلى من الاكتئاب، وهو أمر شائع في مجتمع الأميركيين الآسيويين. ويُعدّ الاكتئاب بين طلاب الجامعات من الأميركيين الآسيويين مرتفعًا بشكل خاص. وبسبب الضغط الأكاديمي إضافة إلى العزلة التي يشعر بها العديد ممن يبتعدون عن منازلهم للمرة الأولى، يمكن أن يؤدي الاكتئاب في ظل هذه الظروف إلى الانتحار. ومن العوامل المساهمة في ذلك وجود ثقافة الذكورية السامة، التي تثني الرجال عن التعبير عن مشاعرهم. ونظرًا لأن الثقافة الآسيوية تشجّع أفرادها أصلًا على معالجة القضايا بشكل خاص، فإن الضغط الناتج لكبت المشاعر يمكن أن يُنتج اكتئابًا عميقًا لدى الرجال الأميركيين الآسيويين.
الانتحار
لدى الأميركيين الآسيويين، مقارنة بالأميركيين البيض، معدلات انتحار أعلى بكثير. ويظهر هذا بوضوح خاص في حُرُم الجامعات، حيث يشكّل الطلاب الآسيويون الأميركيون عددًا غير متناسب من حالات الانتحار السنوية. وتتنوّع النظريات لتفسير المعدلات المرتفعة للانتحار بين الأميركيين الآسيويين، من الكبت الثقافي للصحة النفسية إلى الضغوط الأكاديمية العالية. وفي المجتمعات الهندية، يُنظر أحيانًا إلى الانتحار على أنه فعل أناني بسبب تأثيراته السلبية على أفراد الأسرة. ويعزز هذا التصور الثقافي الكلمة المستخدمة للانتحار في اللغة الهندية، "خود كشي"، والتي يُساء نطقها في كثير من الأحيان لتصبح "خود خوشي"، أي "السعادة الذاتية". ويمكن أن تؤدي هذه الأنواع من الوصمات الثقافية إلى عزوف الأشخاص عن طلب المساعدة التي هم في أمس الحاجة إليها، مما يؤدي إلى ارتفاع معدلات الانتحار. وتُسجّل معدلات مرتفعة من الانتحار خصوصًا بين النساء الأميركيات الآسيويات. إذ تُعدّ النساء الأميركيات الآسيويات الأكثر عرضة للانتحار مقارنة بجميع الفئات الأخرى من حيث العِرق والجنس. وعلى الرغم من ارتفاع معدلات الانتحار بين الأميركيين الآسيويين، لا تزال هذه الفئة السكانية تُعتبر "منخفضة الخطورة" بسبب نقص المعلومات الكافية حول كيفية تجلّي الأمراض النفسية بين أفرادها. كما تُسجّل معدلات مرتفعة من التفكير في الانتحار بين الأميركيين الآسيويين، لا سيما طلاب الجامعات.

### اضطراب ما بعد الصدمة
أظهرت الدراسات البحثية أن لاجئي جنوب شرق آسيا يعانون من مستويات أعلى من اضطراب ما بعد الصدمة مقارنة بجميع الفئات السكانية الأخرى. وقد يكون ذلك ناتجًا عن الصدمات التي تعرض لها اللاجئون قبل هجرتهم إلى الولايات المتحدة وبعدها.
الاعتبارات الثقافية والصور النمطية

### الوصمة
تُعتبر معاناة الصحة النفسية من الأمور الموصومة في المجتمعات الآسيوية الأميركية. وغالبًا ما يُنظر إليها على أنها "تابو" وبالتالي يتم تجاهلها. وتُصعّب هذه الوصمة المرتبطة بالصحة النفسية استفادة الآسيويين الأميركيين من الموارد المتاحة حتى عند توافرها. وهذا العامل الرئيسي يُسهم في ارتفاع معدلات الاضطرابات النفسية المنتشرة بين المجتمعات الآسيوية الأميركية. ويميل الآسيويون الأميركيون إلى التركيز أكثر على الانزعاجات الجسدية، ولا ينظرون بالضرورة إلى المعاناة النفسية كأمر خارج عن سيطرة الفرد. ويساهم هذا الاعتقاد في تكريس الوصمة ويُثني الناس عن طلب الدعم. وتُسهم الحياة العائلية اليومية لكثير من الأميركيين الآسيويين في هذه الوصمة، إذ يُشجَّع الأطفال على ضبط مشاعرهم، وبالتالي يتعلمون تجنّب مشاركتها مع الآخرين. وقد يؤدي ذلك إلى وصم الصحة النفسية وجعل الآسيويين الأميركيين يشعرون بالخجل من اختبار أعراض الاضطرابات النفسية.

### عواقب الوصمة
تؤدي وصمة الصحة النفسية إلى تثبيط استخدام الموارد، حتى عندما تكون متاحة. ففي المجتمع الآسيوي الأميركي، هناك وصمة كبيرة تجاه طلب المساعدة النفسية. وعلى الرغم من ارتفاع مستوى الاحتياجات النفسية غير المُلبّاة مقارنة بنظرائهم البيض، يتردّد الآسيويون الأميركيون في طلب المساعدة النفسية بسبب "الوصمة العميقة المرتبطة بالمرض النفسي". وهذه مشكلة متجذرة في المجتمع الآسيوي الأميركي بسبب الثقافة التي تشجّع على كبت المشاعر. "لدى الآسيويين الأميركيين أدنى معدلات لاستخدام الخدمات وطلب المساعدة (ستانلي، ص. 538)."
وقد أظهرت دراسات بحثية إضافية أن معدلات استخدام الموارد الاستشفائية الداخلية والخارجية من قبل الآسيويين الأميركيين منخفضة للغاية مقارنة بجميع الأعراق الأخرى. ويحدث هذا الاستخدام المنخفض على الرغم من أن معدلات المرض النفسي لدى الآسيويين الأميركيين تعادل أو تتجاوز نظيرتها لدى الأميركيين البيض. "لدى الآسيويين الأميركيين معدل مدى الحياة العام بنسبة 17.30٪ لأي اضطراب نفسي، ومعدل 12 شهرًا بنسبة 9.19٪، ومع ذلك فإنهم أقل بثلاث مرات من البيض في طلب خدمات الصحة النفسية." وتُعيق الوصمة والعار استفادة الآسيويين الأميركيين من الموارد النفسية المتوفرة لهم. ومن أجل توفير رعاية مناسبة للآسيويين الأميركيين في مجال الصحة النفسية، يجب أن يأخذ مقدّمو الخدمات في الاعتبار العوامل الثقافية. وعندما يطلب الآسيويون الأميركيون المساعدة، فإن ميلهم للتركيز على الأعراض الجسدية بدلاً من العاطفية قد يؤدي أحيانًا إلى تشخيص خاطئ.

### التأثيرات الثقافية
تختلف معتقدات العديد من الدول الآسيوية بشأن الصحة النفسية، والطب، والعلاج، عن تلك المعتمدة في الغرب. فعلى سبيل المثال، تُفيد المعتقدات اليابانية التقليدية أن "المرض النفسي سببه الأرواح الشريرة"، وأن الإجراء التقليدي هو تجنّب طلب المساعدة المهنية أو اللجوء إلى وسائل علاج تقليدية. وعلى الرغم من أن هذا المثال لا يُمثّل بشكل كامل وجهات النظر التقليدية لكل الدول الآسيوية، إلا أن مثل هذه القيم يمكن أن تنتقل عبر الأجيال من خلال الحياة العائلية اليومية.
ويُسهم هذا، بالإضافة إلى الذهنية الجمعية المشتركة، في الضغط نحو كبت المشاعر. وقد أظهرت دراسات حول مستويات الفردية والجمعية في مختلف الدول أن الصين على وجه الخصوص "أقل فردية وأكثر جمعية" مقارنة بالدول الأخرى. ويمكن أن يجعل هذا الآسيويين الأميركيين يشعرون بضرورة الاندماج مع باقي السكان للحفاظ على مظهر إيجابي، حتى في حال معاناتهم من مشكلات نفسية.

### الهوية العابرة للنوع الاجتماعي
تبدو الصحة النفسية للأشخاص الذين تنحرف هوياتهم عن "المألوف" أسوأ حالاً مقارنة بمن يندرج ضمن الثنائيات المقبولة اجتماعيًا. ويُلاحظ ذلك بشكل خاص في المجتمع الآسيوي الأميركي. ويتضح هذا من خلال دراسة تستكشف تجربة الأميركيين الآسيويين المتحولين جنسيًا في ما يتعلق بالصحة النفسية. ومن العوامل المحتملة المساهمة في هذا التدهور في الصحة النفسية أن الثقافة الآسيوية التقليدية تميل إلى التحفّظ ولا تتقبل بشكل كامل الأشخاص الذين يغيّرون جنسهم. وقد يكون هذا التراجع في الصحة النفسية ناتجًا أيضًا عن عدم قبول المجتمع بشكل عام. فالمجتمع الكويري غالبًا ما تهيمن عليه فئة أحادية الثقافة من البيض. ونتيجة لذلك، فإن الأميركيين الآسيويين المتحولين جنسيًا قد لا يجدون قبولًا لا في مجتمعهم الثقافي الأصلي، ولا في المجتمع المثلي.

## تأثير أسطورة الأقلية النموذجية

### الضغوط الأكاديمية
في المجتمعات الآسيوية، تُعطى أولوية عالية للتعليم باعتباره طريقًا نحو النجاح. ومع ذلك، فقد أظهرت الدراسات أن الضغوط الأكاديمية العالية من الوالدين المهاجرين لها آثار سلبية على الصحة النفسية لأبنائهم. لدى الشباب الآسيويين الأميركيين معدلات أعلى من التفكير في الانتحار وتقدير ذاتي أقل مقارنة بنظرائهم البيض. ويمكن عزو بعض هذه الجوانب من الصحة النفسية إلى الضغوط الأكاديمية، لكنها قد تظهر أيضًا نتيجة لكون الطلاب الآسيويين الأميركيين محاطين بثقافة بيضاء سائدة يصعب عليهم الارتباط بها.
كما أن الضغوط الأكاديمية تميل إلى الظهور في الحالات التي تحدد فيها نتائج التعليم مستقبل الأسرة المالي بأكملها. ويمكن أن يحدث ذلك في ظروف تواجه فيها العائلات المهاجرة الفقر. وتُسهم هذه الضغوط في ارتفاع معدلات المرض النفسي بين الشباب الآسيويين الأميركيين.
كما تعزز أسطورة الأقلية النموذجية هذا الضغط من خلال تداخل التوقعات الثقافية حول التفوق الأكاديمي مع الطلاب الآسيويين الأميركيين. ويُضيف ذلك إلى الضغط والسعي المستمر نحو الكمال، وهو ما يُبلّغ العديد من الطلاب الآسيويين الأميركيين عن معاناتهم منه، مما يؤدي إلى عزلة أكبر عن أقرانهم وبالتالي تدهور إضافي في صحتهم النفسية.

### الوضع الاجتماعي والاقتصادي
ونظرًا لأن الآسيويين الأميركيين يشكلون مجموعة عرقية كبيرة ومتنوعة، فإن أسطورة الأقلية النموذجية لا تأخذ في الحسبان الفروق الدقيقة بين الثقافات المختلفة ومستويات النجاح الاقتصادي لمختلف الأعراق التي تندرج تحت المظلة الآسيوية. ويمكن أن يدفع هذا الناس إلى التغاضي عن الصعوبات التي يواجهها العديد من الآسيويين الأميركيين فيما يتعلق بالصحة النفسية. كما تؤدي المفاهيم الخاطئة حول نجاح الآسيويين الأميركيين كمجموعة عرقية إلى تقليل شأن الكثير من معاناتهم. وتُظهر الدراسات أنه رغم الصورة النمطية التي تصوّر الآسيويين الأميركيين كأشخاص ناجحين أكاديميًا واقتصاديًا، إلا أنهم في الواقع يعانون من معدلات ضائقة نفسية أعلى مقارنة بجميع المجموعات العرقية الأخرى.

### العزلة
تعزل أسطورة الأقلية النموذجية الآسيويين الأميركيين لأنها تُقصيهم وتتجاهل معاناتهم، مما يؤدي إلى آثار إضافية على صحتهم النفسية. ويمكن أن تُسهم في ارتفاع معدلات القلق والاكتئاب التي نراها بين هذه الفئة العرقية. ولدى البعض، قد يبدو انخفاض معدلات استخدام الموارد النفسية مؤشّرًا على قلة الحاجة، لكن تبيّن أن هذا التفكير خاطئ ولا يؤدي إلا إلى تغذية أسطورة الأقلية النموذجية.

### ضغط الاندماج
يُسبب الضغط من أجل الاندماج توترًا غير مبرر للآسيويين الأميركيين. فحين يهاجر الناس إلى الولايات المتحدة، يُجبرون على التكيف مع ثقافة تختلف كثيرًا عن ثقافتهم الأصلية. ويُعد هذا الضغط من أجل "الانتماء" مع الحفاظ في الوقت ذاته على الموروث الثقافي أحد الأسباب الرئيسية لتدهور الصحة النفسية بين الآسيويين الأميركيين. وتُسهم أسطورة الأقلية النموذجية أيضًا في خلق تصور خاطئ لدى الرأي العام بأن الآسيويين الأميركيين استطاعوا الاندماج في المجتمع بشكل مثالي. وقد يؤدي ذلك إلى التقليل من حجم المعاناة اليومية التي يواجهها الآسيويون الأميركيون. كما تُضيف هذه الأسطورة إلى الضغوط الثقافية الواقعة على الطلاب الآسيويين الأميركيين، مما يؤدي إلى مزيد من التدهور في الصحة النفسية.

### الاغتراب
يمكن أن تؤدي العنصرية إلى شعور الشخص بالنبذ وفقدان الشرعية. وهذا الإحساس بالعزلة يمكن أن يسبب آثارًا على الصحة النفسية، إذ يشعر الفرد بأنه يواجه هذه الصعوبات وحده. ومن خلال دراسة أُجريت في حرم جامعة مسيحية، تم الكشف عن تأثير فقدان القبول من قبل الأقران على الصحة النفسية للطلاب الآسيويين الأميركيين. فعندما لم يتمكن الطلاب من الشعور بالانتماء، بدؤوا في التشكيك في هويتهم، بل إن بعضهم حاول إخفاء أجزاء من شخصيته من أجل الاندماج في مجتمعه. غير أن هذا التنازل أدى إلى عواقب سلبية على صحتهم النفسية، إذ شعروا بأنهم يضحّون بجزء من هويتهم مقابل قبول مشروط.

### العنصرية في الرعاية الصحية
يمكن أن يؤدي نقص الموارد ذات الكفاءة الثقافية إلى تشخيصات خاطئة عندما يسعى الآسيويون الأميركيون للحصول على دعم نفسي. وتؤدي هذه الحالات من التشخيص الخاطئ، إلى جانب التجارب السلبية مع المتخصصين الطبيين، إلى تثبيطهم عن طلب الدعم النفسي مستقبلًا. كما أن انعدام الثقة في النظام الطبي الأميركي يُعد من الأسباب التي تجعل الآسيويين الأميركيين يلجؤون أولًا إلى ممارساتهم الثقافية وطرق الشفاء التقليدية لعلاج الأعراض المرتبطة بالاضطرابات النفسية قبل اللجوء إلى المساعدة المهنية. وهذا يُفسّر المعدلات المنخفضة الظاهرة لاستخدام خدمات الصحة النفسية بين الآسيويين الأميركيين.

### مؤتمر "دعونا نتحدث"
كان مؤتمر "دعونا نتحدث" حدثًا استمر ليوم واحد، أُنشئ من قبل طلاب وخريجي كلية هارفارد، جمع بين أولياء أمور طلاب المدارس الثانوية من الأميركيين الآسيويين والطلاب الآسيويين الأميركيين لتثقيفهم حول أهمية الاستفادة من موارد الصحة النفسية. وقد أثبت جمع أشخاص من هذه الفئة السكانية ممن يمكنهم فهم تجارب بعضهم البعض فعاليته في مواجهة الوصمة وتسليط الضوء على أهمية الرعاية النفسية. وقد مكّن هذا اللقاء الآسيويين الأميركيين من التواصل مع خبراء نفسيين يفهمون ثقافتهم أيضًا. ويمكن اعتبار هذا النوع من المؤتمرات نموذجًا يجب تطبيقه في إنشاء موارد للصحة النفسية موجهة للآسيويين الأميركيين.

## الخط الساخن لدعم الصحة النفسية
تُعدّ خدمة الخط الساخن لدعم الصحة النفسية خدمة مجانية وسرية تتيح للناس الاتصال في أي وقت يحتاجون فيه إلى الدعم. وهذه الخدمة مجانية تمامًا، ولا يحتاج المستخدم إلى تأمين صحي للاستفادة منها.

## الدعم غير الرسمي
يمكن للآسيويين الأميركيين أيضًا اللجوء إلى الأصدقاء والعائلة لطلب الدعم أثناء فترات المعاناة من المرض النفسي. ويمكن لدائرة الدعم هذه أن تساعد في ربط من يعانون من مشكلات نفسية بالموارد الرسمية عند الحاجة. فالأصدقاء والعائلة المتفهمون والذين يقدّمون وقتهم يمكن أن يكونوا دعمًا كبيرًا لمن يواجهون صعوبات. ويميل الآسيويون الأميركيون إلى اللجوء إلى هذا النوع من الدعم أولًا قبل التوجّه إلى المساعدة المهنية.
كما توجد موارد للمساعدة الذاتية والموارد الإلكترونية التي يمكن الاستفادة منها لتحسين الصحة النفسية. وقد أظهرت الدراسات أن الآسيويين الأميركيين يفضلون هذه الأنواع من الموارد غير الرسمية عند السعي للحصول على دعم نفسي، على حساب الموارد الرسمية. ويُظهر هذا الدور الحاسم الذي تلعبه العائلات والأصدقاء في دعم بعضهم البعض خلال الأزمات النفسية.

## طرق مواجهة الوَصْم

### الكفاءة الثقافية
أظهرت الدراسات أن أحد الأساليب الأساسية لتقليل معدلات اضطرابات الصحة النفسية بين الأمريكيين الآسيويين هو ضمان الوصول إلى رعاية صحية نفسية تتماشى مع القيم الثقافية. يتمكّن المعالجون والمتخصصون في الصحة النفسية الذين يخضعون لتدريب لفهم الاعتبارات الثقافية المتعلقة بمرضاهم من علاج المرضى الأمريكيين الآسيويين بشكل أكثر فاعلية.
وقد حددت دراسة نُشرت في مجلة الفوارق الصحية العرقية والإثنية أن عدم الوصول إلى مقدمي الرعاية الصحية من أصل آسيوي هو أحد العوائق أمام الاستفادة من موارد الصحة النفسية. الأمريكيون الآسيويون أقل ميلاً لطلب الدعم النفسي إذا لم يكن مقدمو الرعاية الصحية المتاحون لهم يشاركونهم خلفيتهم الثقافية. ومن أجل معالجة أنماط طلب الدعم النفسي بين الأمريكيين الآسيويين، لا بد من توفير خدمات تعكس الهويات الآسيوية الأمريكية.
جانب آخر من جوانب الكفاءة الثقافية بين مقدمي الرعاية الصحية هو الدور الجوهري الذي تلعبه العائلة في التقاليد الآسيوية. وقد أظهرت الدراسات أنه إذا قام المعالجون والمتخصصون في الصحة النفسية بإشراك الأسرة بأكملها عند رعاية مريض آسيوي أمريكي، فإن الدعم سيكون أكثر نجاحاً من حيث نتائج التعافي من مشكلات الصحة النفسية. تميل الرعاية النفسية في الطب الغربي إلى أن تكون فردية، تركز فقط على المريض نفسه. ومع ذلك، ونظراً للطابع العائلي للثقافة الآسيوية، يجب أن تشمل الرعاية المتوافقة ثقافياً الأسرة بأكملها عند التعامل مع الأمريكيين الآسيويين. وقد ثبت أن لذلك آثاراً إيجابية على الصحة النفسية للأمريكيين الآسيويين.
القطاع الأخير الذي ينبغي على مقدمي الرعاية الصحية الانتباه إليه عند التعامل مع مرضى أمريكيين آسيويين، هو أنهم يميلون إلى الإبلاغ عن أعراض جسدية لاضطرابات الصحة النفسية بدلاً من الأعراض العاطفية. وهذا يجعل من الصعب على مقدمي الرعاية الصحية التوصل إلى التشخيص الصحيح. ويرجع هذا النمط من التركيز على الأعراض الجسدية إلى مجموعة متنوعة من الأسباب الثقافية التي تجعل الناس يشعرون أن الشكاوى الجسدية أكثر قبولاً لطلب المساعدة من الشكاوى العاطفية. إن التعرف على هذا النمط الذي أظهرته الدراسات في المجال الطبي سيساعد على التوصل إلى قطاع رعاية صحية أكثر توافقاً ثقافياً مع الأمريكيين الآسيويين، مما يؤدي إلى تشخيصات أكثر دقة.